# Ozanimod
L'ozanimod est un médicament utilisé pour traiter la sclérose en plaques et la colite ulcéreuse,. Il est vendu sous le nom de marque Zeposia.

## Mode d'action
L'ozanimod est un agoniste du récepteur de la sphingosine-1-phosphate, qui empêche les lymphocytes d'atteindre le cerveau et la moelle épinière,.

## Usage médical
Pour la sclérose en plaques l'indication inclut le syndrome cliniquement isolé, la forme récurrente-rémittente et la forme secondaire progressive active. 
Dans la rectocolite hémorragique, l'ozanimod est utilisé chez les personnes atteintes d’une maladie modérée à sévère. Le médicament est pris par voie orale.

## Effets secondaires
Les effets secondaires de l'ozanimod comprennent une infection des voies respiratoires supérieures, une inflammation du foie, une pression artérielle basse en position debout, une infection des voies urinaires ou des maux de dos. D’autres effets secondaires peuvent inclure des arythmies cardiaques, une hypertension artérielle ou un œdème maculaire. L'utilisation de ce médicament pendant ou dans les trois mois précédant la grossesse peut nuire au bébé. 

## Histoire
L'ozanimod a été approuvé pour un usage médical aux États-Unis, en Europe et en Australie en 2020,,. Au Royaume-Uni, 4 semaines de traitement coûtent au NHS environ 1 400 livres sterling  en 2021. Aux États-Unis, ce montant coûte environ 7 200 dollars américains.